# 멸공의 횃불
〈멸공의 횃불〉(滅共-)은 서정모가 작사하고 라화랑이 작곡해 1975년 발표된 대한민국 국군의 군가이다. 대한민국 국군 10대 군가 중 하나이다.